# Hayashichroma huedepohli
Hayashichroma huedepohli là một loài bọ cánh cứng trong họ Cerambycidae.